# دراحی بوصلاح
دراحی بوصلاح (به عربی: دراحی بوصلاح) یک شهرداری در الجزایر است که در استان میله واقع شده‌است. دراحی بوصلاح ۱۰٬۴۱۷ نفر جمعیت دارد.